# Diskos
Diskos je srbska glasbena založba. Največjo pomembnost je dosegla v času Jugoslavije, pod njenim okriljem so izdajali tudi Kameleoni in Lado Leskovar. Najbolj znana je bila po izdajah folk glasbe: Dragana, Halid Bešlić, Južni Vetar ipd. Več priznanih glasbenikov je pri Diskosu objavilo svoje debitantske albume npr. Kameleoni in Jasmin Stavros. V manjši meri so izdajali tudi licenčne albume, predvsem založbe CBS.